# Међуртенични мишићи врата
Међуртенични мишићи врата (лат. musculi interspinales cervicis) су парни мишићи вратне мускулатуре, који се налазе у четвртом слоју његове задње стране. То су веома танки и кратки мишићи, који повезују ртне наставке суседних пршљенова. Осим у врату, слични мишићу су релативно добро развијени и у слабинском делу кичме. У вратном региону је присутно шест пари ових мишића.
Инервисани су од стране задњих грана вратних живаца, а основна улога им је опружање вратног дела кичменог стуба.